# Studia Judaica Austriaca
Studia Judaica Austriaca ist eine vom Verein Österreichisches Jüdisches Museum in Eisenstadt herausgegebene monographische Reihe. Sie erschien seit 1974 in Wien und München bei Herold und später in Eisenstadt in der Edition Roetzer (–1984). Einige der Bände wurden von Kurt Schubert (1923–2007), dem Professor für Judaistik und Doyen der österreichischen Judaistik, und seiner Frau Ursula Schubert (1927–1999), herausgeben, aber auch andere wirkten an ihr mit. Insgesamt enthält die Reihe 13 Bände. Die folgende Übersicht erhebt keinen Anspruch auf Aktualität oder Vollständigkeit.

## Titel

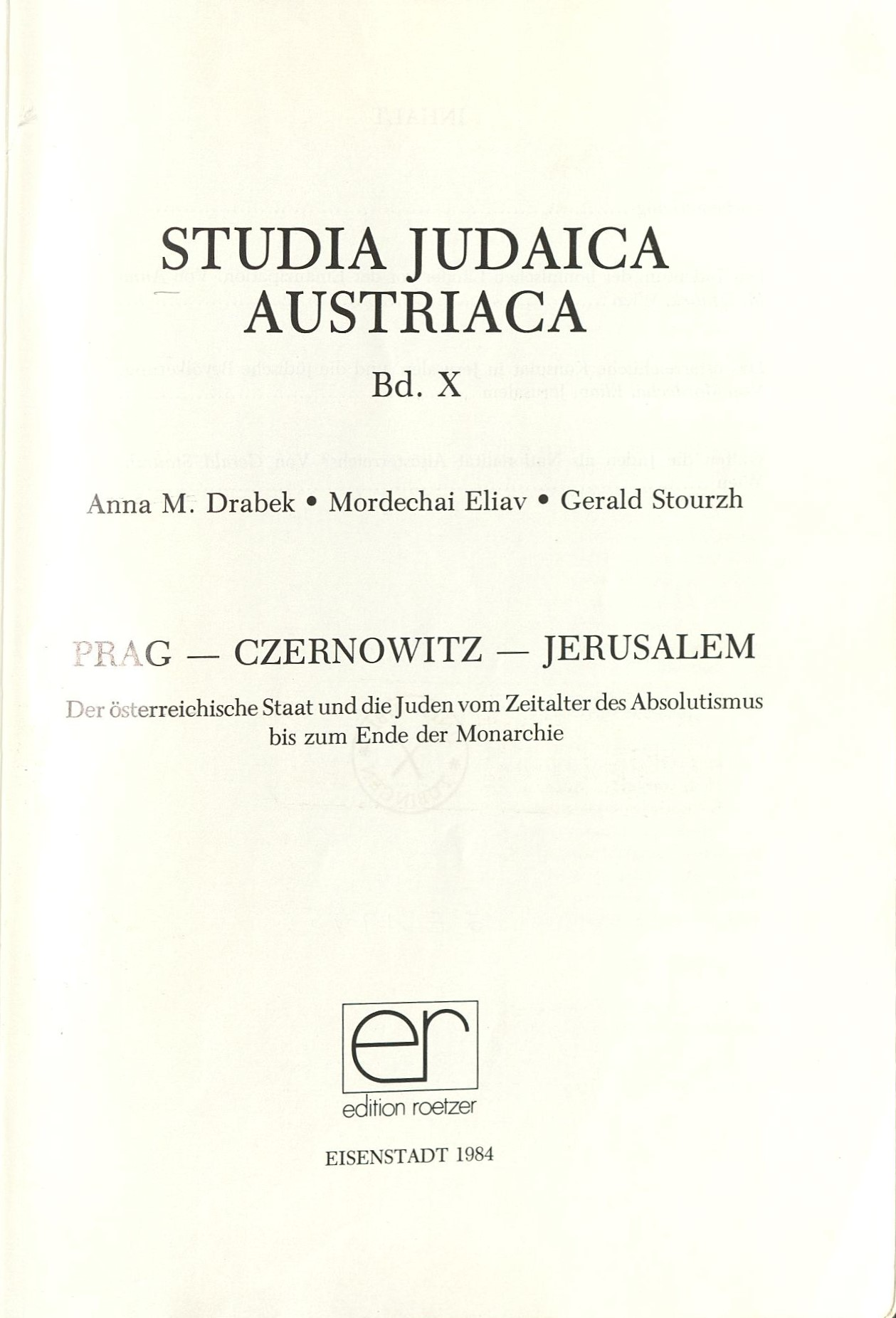
Band X (1984)

- 1. Wolfgang Häusler u. a.: Das Judentum im Revolutionsjahr 1848. Wien, München: Herold [in Komm.], 1974
- 2. Spätantikes Judentum und frühchristliche Kunst. Schubert, Ursula. - Wien, München: Herold [in Komm.], 1974
- 3. Studien zum ungarischen Judentum. Eisenstadt: Edition Roetzer [in Komm.], 1976
- 4. Studien zur Literatur der Juden in Osteuropa. Eisenstadt: Edition Roetzer [in Komm.], 1977
- 5. Der gelbe Stern in Österreich. Eisenstadt: Edition Roetzer [in Komm.], 1977
- 6. Der Wiener Stadttempel. Eisenstadt: Edition Roetzer, 1978
- 7. Das österreichische Judentum zur Zeit Maria Theresias und Josephs II. Eisenstadt: Edition Roetzer [in Komm.], 1980
- 8. Kurt Schubert (Hrsg.): Zur Geschichte der Juden in den östlichen Ländern der Habsburgermonarchie. Eisenstadt: Edition Roetzer, 1980
- 9. Klaus Lohrmann (Hrsg.): 1000 Jahre österreichisches Judentum. Eisenstadt: Edition Roetzer, 1982
- 10. Anna Maria Drabek, Mordechai Eliav, Gerald Stourzh: Prag-Czernowitz-Jerusalem: Der österreichische Staat und die Juden vom Zeitalter des Absolutismus bis zum Ende der Monarchie. Eisenstadt : Roetzer, 1984
- 11. Juden in der K.-(u.)-K.-Armee. Eisenstadt: Österr. Jüd. Museum, 1989
- 12. Die österreichischen Hofjuden und ihre Zeit. Eisenstadt: Österr. Jüdisches Museum, 1991
- 13. Felicitas Heimann-Jelinek, Kurt Schubert (Hrsg.): Mitteleuropa. Spharadim – Spaniolen. Die Juden in Spanien – Die Sephardische Diaspora. Österreichisch Jüdisches Museum, Eisenstadt 1992, ISBN 3-900907-03-X.